# Kuivajoki
Der Kuivajoki [ˈkui̯ʋɑˌjoki] ist ein kleiner Fluss in der finnischen Landschaft Nordösterbotten. 
Der Kuivajoki entwässert den See Oijärvi. 
Er fließt als ruhiger Wanderfluss in südwestlicher Richtung durch die landwirtschaftlich geprägte Landschaft der Gemeinde Ii in Nordösterbotten. Er mündet in der Ortslage von Kuivaniemi in den Bottnischen Meerbusen.